# Dylan (namn)
Dylan,  även Dylane är ett mansnamn som kommer av kymriska dy, «stor», och llanw, «hav».

## Personer med förnamnet Dylan
- Dylan Baker, Amerikansk skådespelare
- Dylan McDermott, Amerikansk skådespelare
- Dylan Moran, Irländsk komiker
- Dylan Sprouse, Amerikansk skådespelare
- Dylan Thomas, Walesisk poet

## Personer med efternamnet Dylan
- Bob Dylan, Amerikansk kompositör
- Jakob Dylan, son till Bob och Sara Dylan
- Sara Dylan, Bob Dylans första fru